# Bad News (band)
Bad News was een satirische metalband die in de jaren 80 werd opgericht door leden van The Comic Strip ter gelegenheid van het televisieprogramma The Comic Strip Presents... De groep bestond uit zanger en leadgitarist Vim Fuego (Ade Edmondson), slaggitarist Den Dennis (Nigel Planer), bassist Colin Grigson (Rik Mayall) en drummer Spider Webb (Peter Richardson). 

## Geschiedenis
Bad News debuteerde in 1983 in de aflevering Bad News Tour, een mockumentary over de tournee van een incompetente metalband. De groep is enigszins vergelijkbaar met de satirische metalband Spinal Tap, het onderwerp van een mockumentary die het volgende jaar in de bioscoop verscheen.
Na hun debuut bleef het enkele jaren stil rond het project, maar dankzij de opkomst van de videoband werd de aflevering alsmaar populairder. In 1986 kwam de groep terug bijeen voor de opnames van een studioalbum en een vervolgaflevering (More Bad News). Hiervoor gaf de band in 1986 een optreden voor 70.000 man op het festival Monsters of Rock, alwaar de groep massaal door het publiek werd uitgejouwd. In 1987 verscheen hun debuutalbum Bad News, geproduceerd door Queen-gitarist Brian May, met daarop een atonale vertolking van Queens Bohemian Rhapsody. Het volgende jaar verscheen de cassette Bootleg en de satirische kerstsingle Cashing in on Christmas. Sinds 1988 is de groep niet meer actief.
In 1992 verscheen het verzamelalbum The Cash In Compilation en in 2004 werd het debuutalbum heruitgegeven door EMI Records.

## Discografie
- 1987 · Bad News
- 1988 · Bootleg
- 1989 · Bad News (uitgebreide heruitgave)
- 1992 · The Cash In Compilation
- 2004 · Bad News (heruitgave van EMI International)
- 2020 · F**k off Bad News (Live At Donington, Monsters Of Rock, 1986)